# Estación Central de Lechería
Central de Lechería fue una estación central de trenes que se encuentra en la Tultitlán, Estado de México.

## Historia
En 1880, el gobierno mexicano otorgó al Ferrocarril Central Mexicano una licencia para construir un ferrocarril que conectara la Ciudad de México y Paso del Norte. Una de las estaciones que se construyó para la ruta fue Lechería. Hoy en día, la antigua estación ya no está en uso, pero el edificio está catalogado en el patrimonio ferroviario de México.